# James Tont operazione U.N.O.
James Tont operazione U.N.O. è un film del 1965 diretto da Bruno Corbucci e Giovanni Grimaldi. È una parodia di Agente 007 - Missione Goldfinger (1964). Nel 1966 è uscito il sequel James Tont operazione D.U.E.

## Trama
Giacomino Tontonati alias James Tont, nome in codice 007½, agente siculo-britannico del servizio segreto di Sua Maestà, viene inviato a Trinidad dove recupera il microfilm nascosto all'interno di un agente nemico. Dopo aver eseguito un intervento chirurgico per rimuovere il microfilm e l'appendice infiammata dell'agente nemico, a Tont viene ordinato a Las Vegas di contattare l'agente della CIA Tristian Rider per ulteriori istruzioni. Prima di incontrare Rider, Tont incontra il produttore musicale Erik Goldsinger, uno degli uomini più ricchi del mondo. Vedendo che Goldsinger vince al gioco usando dadi truccati, Tont sconfigge Goldsinger, alterando i punti su un dado da tre a due. Goldsinger ne è ulteriormente umiliato quando Tont rifiuta di dargli la possibilità di riconquistare i suoi soldi. Goldsinger si precipita con il suo servitore Kayo a schiacciare i dadi e dà i resti in polvere a Tont.
La vendetta di Goldsinger arriverà presto. Joyce Patterson, una delle cantanti e agenti femminili di Goldsinger seduce Tont, lo droga e tenta di assassinarlo coprendolo con vernice dorata che si rivela non fatale quando non riesce a coprire completamente il suo corpo. Tont viene scoperto da Tristian Rider che informa Tont che la sua missione è investigare su Goldsinger.
Rider invia Tont a New York City per ottenere informazioni da Barbara Ray, agente della CIA SOS 112 che lavora segretamente per Goldsinger come direttore musicale. Per evitare sospetti, mette alla prova Tont come cantante facendolo cantare su un filmato. Ascoltando la registrazione di Tont nel suo ufficio, Goldsinger è pronto a firmare il talentuoso Tont. Durante la visione del film musicale riconosce Tont come l'uomo che lo ha sconfitto ai tavoli da gioco, e si arrabbia per il fatto che Tont non è morto. Punisce Joyce mandandola ad Hong Kong e tenta di assassinare Tont mandandolo in uno studio che ha un soffitto ribassato che schiaccerà Tont. Viene salvato dall'agente della CIA SOS 117.
Tont viene rispedito a Londra, dove il suo capo lo informa sui dettagli incompleti dell'operazione "April Fool / UNO" (United Nation Organisation) raccolti dal microfilm recuperato. Goldsinger è impiegato dalla Cina a usare la sua società musicale internazionale per distruggere con mezzi sconosciuti il quartier generale delle Nazioni Unite a New York come rappresaglia per il rifiuto alla Cina di non poter partecipare alla riunione. Avvertito Tont che 007¾ lo sostituirà se Tont perde tempo o fallisce, Tont viene inviato a perseguire Goldsinger nella sua sede in Italia per scoprire i suoi piani per attaccare l'edificio delle Nazioni Unite. Per fondersi con la popolazione, a Tont viene data una Fiat 500 equipaggiata con una moltitudine di armi segrete e dispositivi speciali. Il terzo incontro di Tont con Goldsinger influenzerà il mondo intero...

## Colonna sonora
Le canzoni del film:
- Tu non pensi più a me -  cantata da Valeria Piaggio - disco ARC AN-4007

- Viva la pappa col pomodoro - cantata da Rita Pavone

- In ginocchio da te - cantata da Gianni Morandi

- Io che non vivo - cantata da Pino Donaggio